# Pedro Aguirre Cerda (comuna)

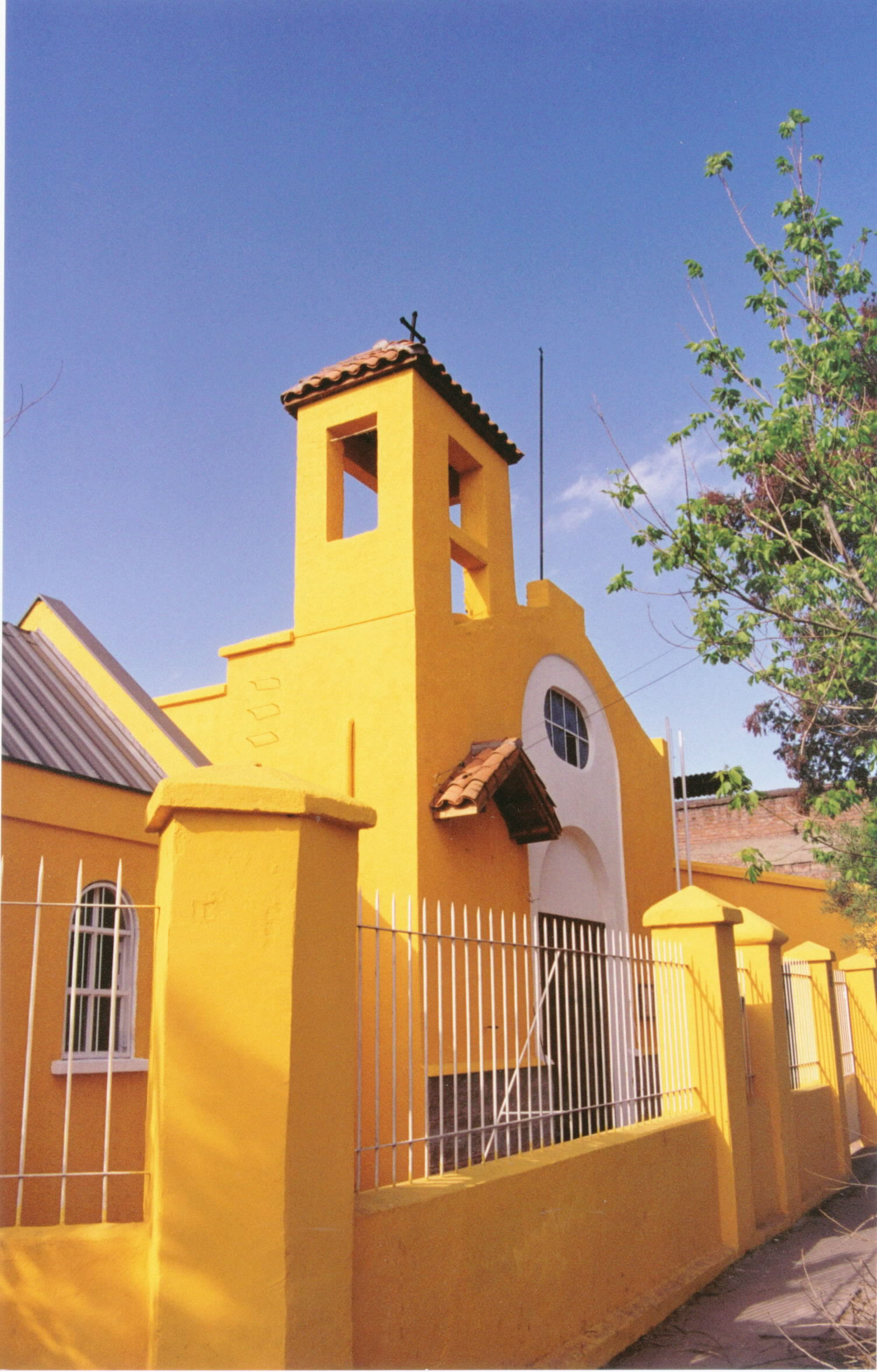
Parroquia de Nuestra Señora del Monte Carmelo.

Pedro Aguirre Cerda —también conocida por su abreviación P.A.C.— es una comuna ubicada en el sector sur de la ciudad de Santiago, capital de Chile, fundada en 1981, como resultado de la división de la comuna de San Miguel, La Cisterna y Santiago. Su nombre homenajea al expresidente chileno, quien gobernó el país entre 1938 y 1941.
Está conformada por más de veinticinco unidades vecinales y casi cincuenta barrios entre el Zanjón de la Aguada, las avenidas Maipú, Carlos Valdovinos, Bascuñán Guerrero, Centenario, José Joaquín Prieto Vial, Lo Ovalle y General Velásquez. La comuna limita al norte con Estación Central y Santiago, al este con San Miguel, al sur con Lo Espejo y al oeste con Cerrillos.

## Historia
El sector donde está emplazada la comuna fue antes parte de la Hacienda Ochagavía, años antes se habría realizado aquí la batalla homónima el 14 de diciembre de 1829. 
Francisco Solano Asta-Buruaga y Cienfuegos escribió en 1867 en su Diccionario Geográfico de la República de Chile: 686  sobre el lugar:

Ochagavía.-—Predio del departamento de Santiago situado á unos cuatro kilómetros al lado sur de la gran alameda ó calle de las Delicias de su ciudad capital. Era en 1820 un campo de terrenos abiertos con cortos cultivos, y fué notable por haberse verificado en él á 14 de diciembre de ese año un combate entre fuerzas militares de los dos partidos que entonces se disputaban la dirección del gobierno. Hoy se encuentran esos parajes convertidos en quintas y viñedos. El nombre le viene del apellido navarro de su antiguo propietario.

Por su parte, el geógrafo chileno, Luis Risopatrón lo describe como un ‘fundo’ en su libro Diccionario Jeográfico de Chile en 1924:: 600 

Ochagavía (Fundo) 33° 30' 70° 40’. Tiene 314 hectáreas de terreno regado i se encuentra a unos 3 kilómetros al S de la estación de San Diego, del ferrocarril de circunvalación de la ciudad de Santiago; le viene el nombre del apellido navarro de su antiguo propietario.

La comuna se creó en 1981, y surgió como fusión de sectores de las comunas de Santiago, San Miguel y La Cisterna.
El nombre de Pedro Aguirre Cerda hace referencia al presidente chileno que gobernó desde 1938 y dio inicio a la era del Frente Popular en Chile, Aguirre Cerda falleció en 1941 en el ejercicio del cargo. Este período significó un proceso de industrialización acelerado y crecientes beneficios sociales, en educación, salud y vivienda social. Su asentamiento humano es de origen rural, que por razones económicas emigra a la ciudad, con un pequeño porcentaje de población indígena, que corresponde en la actualidad a un 0,3% del total. Esta población inicialmente ocupa una zona periférica en torno al centro de la ciudad, avanzando sobre territorios que estaban destinados al cultivo de viñedos u hortalizas. Sin embargo, en la actualidad es parte del sector céntrico de la conurbación metropolitana. Está catalogada como una de las comuna pobres del sector sur de la ciudad de Santiago con un 15,67% de pobreza.
Las características urbanas producto de la creación de la comuna que en rigor fusiona tres territorios periféricos, residenciales y carenciados de otras comunas, da lugar actualmente a un territorio que tiene un rol urbano predominantemente residencial, con ocupación en extensión. Posee bajos y segregados niveles de equipamiento e infraestructura a nivel local y regional.
En 1949 se inició en el país un proceso de urbanización creciente, a partir de la implementación de programas habitacionales impulsados por el Estado y destinado fundamentalmente a los trabajadores, de esta manera se construyeron los primeros conjuntos habitacionales, varios de los cuales hoy forman parte de la comuna, como las poblaciones Alessandri, Balmaceda, San Joaquín, Villa Sur, Miguel Dávila Carson, José María Caro, Lo Valledor, Fraternal Ferroviaria, Santa Adriana y otras.
Entre los años 1950 y 1970, se construye el resto del territorio comunal, en un proceso mixto de conjuntos habitacionales planificados y urbanizados, como los ya indicados y otros producto de movilizaciones populares para resolver problemas habitacionales, como las "Tomas de Terreno", entre las que se destaca la Población La Victoria, lugar donde falleció el sacerdote francés André Jarlan. 
A inicios de los años 1970, durante el gobierno de Salvador Allende, se comenzó a construir en este sector un hospital que no alcanzó a terminarse debido al golpe de Estado de 1973. Actualmente, el llamado Hospital de Ochagavía se convirtió en el Núcleo Ochagavía. Localizado en la intersección de las calles Club Hípico y La Marina. Se reconstruyó y desde 2016 es un centro de negocios (con bodegas, oficinas, tiendas comerciales y salas de exhibición).
Cabe destacar que en esta comuna, se encuentra la histórica Población La Victoria, considerada como una población combativa, sobre todo por establecer la primera toma organizada de Chile y América del Sur, además su oposición al golpe y dictadura militar. [cita requerida]
El DFL 1-3260 del 9 de marzo de 1981 establece la nueva comuna de Pedro Aguirre Cerda, a partir de una subdivisión de las comunas de La Cisterna y San Miguel: inicialmente los límites de la comuna estaban definidos por el Zanjón de la Aguada, la Ruta 5, la avenida Lo Espejo y la línea del ferrocarril, sin embargo el DFL 3-18715 del 9 de junio de 1989 modificó los límites, estableciendo parte de los actuales (Zanjón de la Aguada, Ruta 5, Lo Ovalle y General Velásquez).
Mediante el Decreto con Fuerza de Ley N.º 34-18.992 del 20 de mayo de 1991 se establece oficialmente la Municipalidad de Pedro Aguirre Cerda, mientras que el 12 de agosto del mismo año se dicta el decreto supremo que señala a Juan Saavedra Gorriateguy como primer alcalde de la comuna y el día 14 de agosto del mismo año se fijan los límites definitivos, quitándole a Pedro Aguirre Cerda el sector comprendido entre Carlos Valdovinos, Bascuñán Guerrero, Zanjón de la Aguada y la línea del ferrocarril, el cual fue traspasado a la comuna de Santiago. Recién en el año 2001 se estableció que el día 12 de agosto sería el aniversario de la comuna.
Esta comuna cuenta con dos parques: el Parque André Jarlán y el Parque Pierre Dubois. Asimismo, cuenta con el Estadio Municipal, Estadio Miguel León Prado, el antiguo hospital ya nombrado, Avenida Clotario Blest (o La Feria, llamada así por una feria que se instala del sector de la Villa Sur), la plaza de Callejón Lo Ovalle, Población Los Maitenes, Población San Joaquín, Población La Histórica, Villa Centenario, Población Dávila y Población La Victoria.

## Medio ambiente

### Geomorfología y componentes abióticos

Trazado simplificado de los ecosistemas y cuerpos de agua presentes en la comuna de Pedro Aguirre Cerda.

La comuna de Pedro Aguirre Cerda se encuentra emplazada en la unidad geomorfológica de Cuenca de Santiago; y presenta según la clasificación climática de Köppen clima mediterráneo de lluvia invernal (Csb). Esta además se halla en la cuenca hidrográfica de río Maipo. Además, la comuna posee diversos cuerpos de agua, entre los que se destacan el Zanjón de La Aguada.

### Componentes bióticos
Dentro del territorio de la comuna se podrían hallar los siguientes ecosistemas; sin embargo, debido a que la totalidad de su superficie se halla urbanizada, no existen vestigios de zonas naturales sin intervención humana:
- Bosque espinoso mediterráneo interior donde predominan Acacia caven y Prosopis chilensis (Vulnerable)

### Medidas de protección ambiental y conflictos socioambientales
Hasta 2022, la comuna de Pedro Aguirre Cerda no cuenta con áreas territoriales destinadas a la protección ambiental.

## Administración

### Municipalidad
La Ilustre Municipalidad de Pedro Aguirre Cerda es dirigida en el periodo 2021-2024 por el alcalde Luis Astudillo Peiretti (Independiente), quien es asesorado por los concejales:
Alianza de Gobierno
- Gladys Berríos Parra (FA)
- Evaristo Aravena Toledo (PR)
- Romina Fuentealba Padilla (FA)
- Nelson Cornejo Neira (PCCh)
- Elizabeth Jiménez Oliva (PCCh)

Fuera de Coalición
- Aliosha Reinoso Durán (IND)
- Jorge Saavedra Caimanque (IND)
- Francisco Fernández Arenas (Ind./DC)

Cooperación de Santiago
Pedro Aguirre Cerda cuenta con la colaboración de la Municipalidad de Santiago en la administración del Club del Rodeo Chileno Gil Letelier y el Parque Centenario, por su mayor presupuesto.

### Representación parlamentaria
Pedro Aguirre Cerda integra el Distrito Electoral n.º 13 junto con las comunas de San Miguel, Lo Espejo, La Cisterna, El Bosque y San Ramón, y pertenece a la 7ª Circunscripción Senatorial (Región Metropolitana).
Diputados (2022-2026)
- Gael Yeomans Araya (CS)
- Lorena Pizarro Sierra (PCCh)
- Cristhian Moreira Barros (UDI)
- Eduardo Durán Salinas (RN)
- Daniel Melo Contreras (PS)

Senadores (2022-2030)
- Fabiola Campillai Rojas (Ind.)
- Manuel José Ossandón Irarrázabal (RN)
- Rojo Edwards Silva (PRCh)
- Luciano Cruz-Coke Carvallo (EVOP)
- Claudia Pascual Grau (PCCh)

### Política
En la comuna de Pedro Aguirre Cerda predominan los electores de izquierda, siendo una de las comunas de Santiago donde en el Partido Comunista (PCCh) saca una importante cantidad de votos. En los últimos 27 años, el dominio sin contrapeso del conglomerado izquierdista, siendo uno de sus principales "bastiones electorales", ha originado una falta de interés por competir por parte de los partidos del derechista Chile Vamos, por lo que la comuna no es disputada tan intensamente en las elecciones municipales como otras comunas del Gran Santiago.[cita requerida]

## Economía
En 2018, la cantidad de empresas registradas en Pedro Aguirre Cerda fue de 1.619. El Índice de Complejidad Económica (ECI) en el mismo año fue de 0,66, mientras que las actividades económicas con mayor índice de Ventaja Comparativa Revelada (RCA) fueron Comercio al por Menor de Verduras y Frutas (36,98), Mayorista de Frutas y Verduras (36,04) y Elaboración de Cecinas, Embutidos y Carnes en Conserva (35,66).

### Comercio
Pedro Aguirre Cerda cuenta con tres polos comerciales de relevancia. El primero es uno de los principales centros de abastecimiento del país, conocido como Lo Valledor, el cual abastece a las ocho ferias libres de la comuna, como también de otras de Santiago de Chile. El segundo es el centro de logística Núcleo Ochagavía, ubicado en la intersección de Avenida Club Hípico con calle La Marina. Un tercer polo, está ubicado en la intersección de Avenida Departamental con Avenida José Joaquín Prieto Vial, denominado Portal Ochagavía.

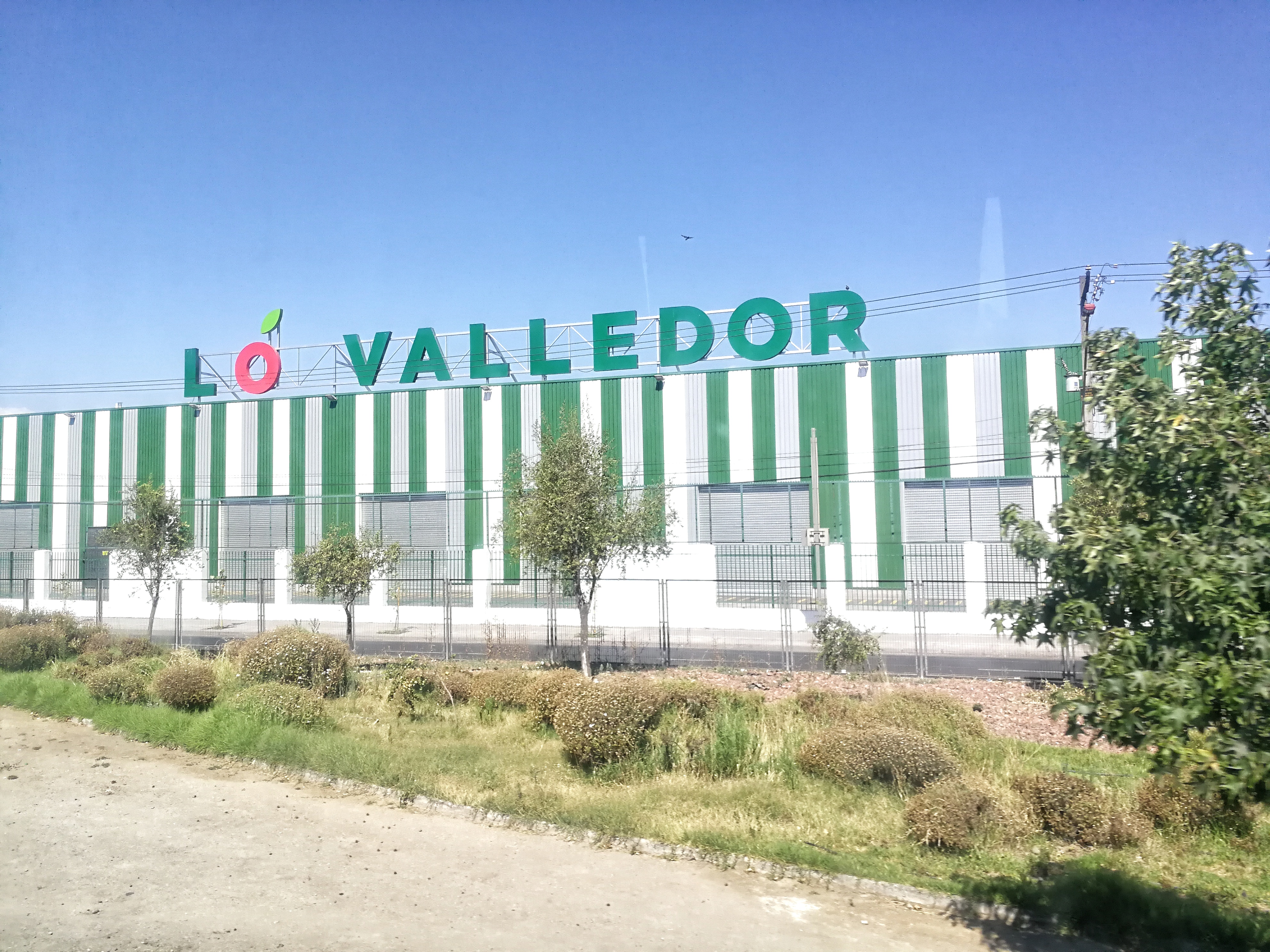
Lo Valledor
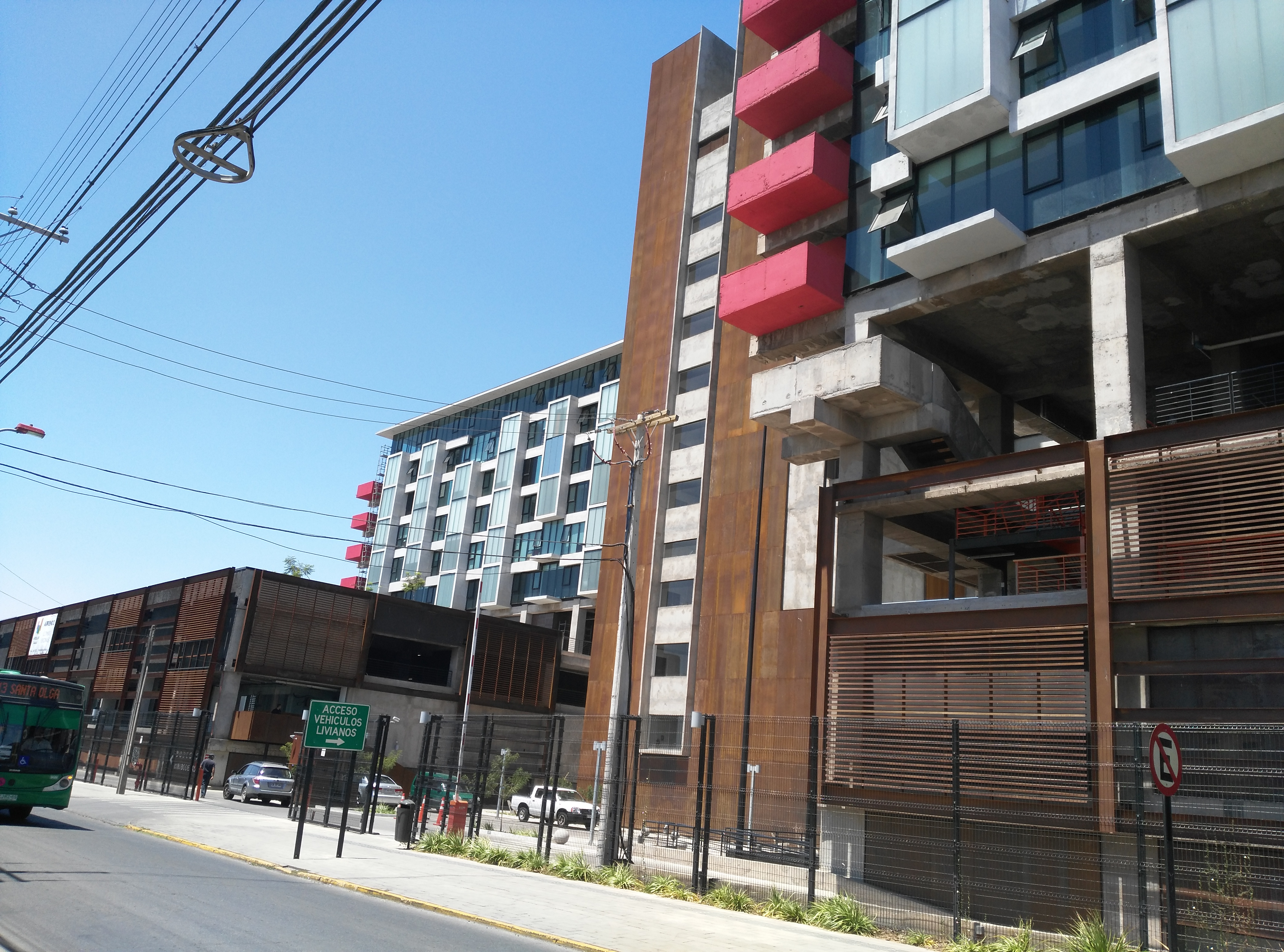
Núcleo Ochagavía
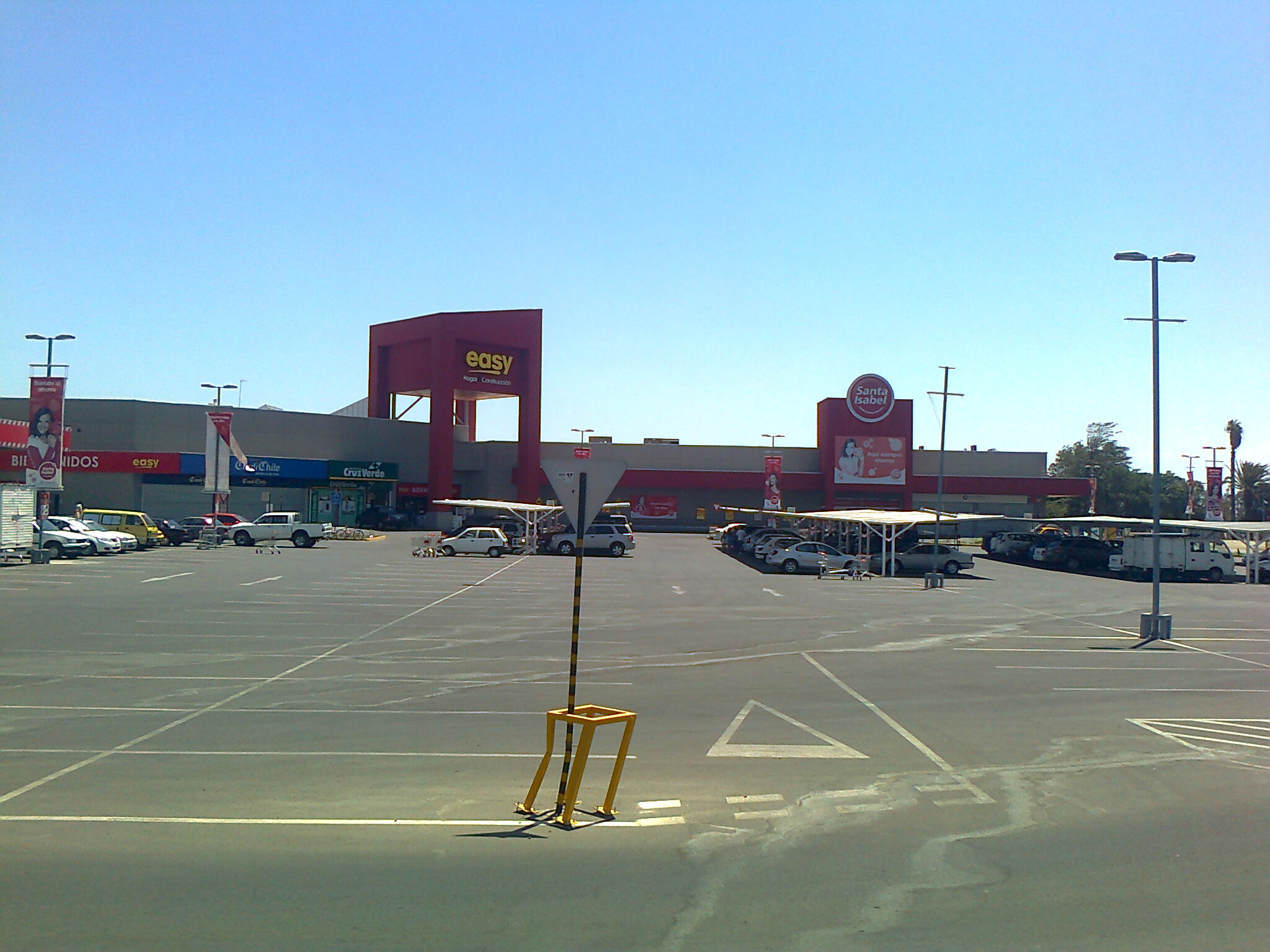
Portal Ochagavía

## Transporte

### Vías de acceso
Pedro Aguirre Cerda es atravesada por la mitad de norte a sur por la Avenida Club Hípico y de este a oeste por la Avenida Departamental, en su lado poniente también es atravesada por la línea férrea contando con 2 estaciones del Tren Nos-Estación Central, Lo Valledor y Pedro Aguirre Cerda, a mitad de la comuna. Por el lado sureste se ubican las poblaciones Los Maitenes, Población Dávila y la Villa Navidad, al lado suroeste se ubica la Villa Sur y Nueva Villa Sur, de lado noroeste se ubica la Feria Lo Valledor, Parque André Jarlán, Población San Joaquín y la Población La Victoria y al noreste se ubica el municipio, Núcleo Ochagavía, Población Rodríguez Erdoíza, Alessandri y Balmaceda.
Sentido este - oeste
- Avenida Isabel Riquelme
- Avenida Carlos Valdovinos
- Avenida Salvador Allende (ex Salesianos)
- Avenida Departamental
- Avenida Lo Ovalle

Sentido norte - sur
- Autopista Central
- Avenida José Joaquín Prieto Vial
- Avenida Club Hípico
- Avenida Clotario Blest (ex La Feria)
- Avenida General Velásquez

### Metro
Desde el 2 de noviembre de 2017 cuenta con 2 estaciones de la Línea 6 del Metro de Santiago:        
- : Lo Valledor
- : Presidente Pedro Aguirre Cerda.

### Tren Nos-Estación Central
Desde marzo del año 2017 cuenta con 2 estaciones del Tren Nos-Estación Central: 
- Lo Valledor
- Pedro Aguirre Cerda

### Red Metropolitana de Movilidad
El sistema de transporte Red Metropolitana de Movilidad contiene 29 servicios que transitan por las calles de la comuna.
| - 102: (M) Las Rejas - Mall Plaza Tobalaba - 105: Renca - Lo Espejo - 107: Ciudad Empresarial - Av. Departamental - 108: Maipú - La Florida - 113: Ciudad Satélite - (M) Los Héroes - 113e: Ciudad Satélite - (M) Los Héroes - 115: Villa El Abrazo - (M) Los Héroes - 119: Mapocho - Lo Espejo - 120: Renca - (M) La Cisterna - 121: Mapocho - Lo Espejo - 125: (M) Universidad de Chile - Lo Espejo - 201e: (M) Santa Ana - San Bernardo - 227: Pedro Aguirre Cerda - Villa Frei | - 302: (M) Santa Ana - La Pintana - 302n: (M) Santa Ana - La Pintana - 345: Lo Espejo - Alameda - 348: Rinconada - (M) Lo Ovalle - H03: Mall Plaza Oeste - (M) Lo Ovalle - H04: (M) Carlos Valdovinos - La Victoria - H05: Población Dávila - (M) Carlos Valdovinos - H06: Población Las Turbinas - Av. Matta - H07: (M) Lo Ovalle - (M) Ñuble - H08: Población Las Turbinas - (M) Lo Ovalle - H09: Población Dávila - (M) Carlos Valdovinos - H12: Lo Espejo - (M) Franklin - H13: Santa Olga - Posta Central |